# Жиро, Пьер (кардинал)
Пьер Жиро (фр. Pierre Giraud; 11 августа 1791, Монферран, королевство Франция — 17 апреля 1850, Камбре, Франция) — французский кардинал. Епископ Родеза с 5 июля 1830 по 24 января 1842. Архиепископ Камбре с 24 января 1842 по 17 апреля 1850. Кардинал-священник с 11 июня 1847, с титулом церкви Санта-Мария-делла-Паче с 4 октября 1847.